# Casa Joaquima Vendrell
La Casa Joaquima Vendrell és un edifici situat al carrer de Vallhonrat i el passatge de Prunera al Poble-sec de Barcelona, catalogat com a bé cultural d'interès local.

## Descripció
Consta de planta baixa, entresòl, sis pisos i terrat. Hi ha cinc habitatges per planta amb una distribució desigual. La façana s'articula des de la cantonada, de forma arrodonida, de manera simètrica.
A la planta baixa, les obertures segueixen un ritme regular i tenen els brancals marcats per una motllura llisa que acaben en una peça rectangular a mode de mènsules que aguanten la llinda. La porta principal, situada al carrer Vallhonrat, té un emmarcament esqueixat. Aquest nivell té el parament cobert per lloses de pedra a diferencia dels nivells superiors que estan arrebossats i pintats.
A partir del primer pis la façana en doblega creant una forma triangular seguint dos eixos longitudinals al carrer Vallhonrat, i altres dos al passatge Prunera. En aquestes dues façanes totes les obertures, que segueixen un ritme regular, són allindanades; al primer i quart pis hi ha un balcó corregut que ressegueix les formes triangulars. Aquest quart pis queda coronat per una cornisa i a partir d'aquest nivell el pla de la façana retrocedeix en diagonal la qual cosa fa que del l'últim pis només sigui visible des del carrer els cossos triangulars que, com no retrocedeixen com la resta del mur, queden a mode de torre.
La cantonada, de forma arrodonida, té una tribuna que sobresurt a l'entresòl i fa de balcó al primer pis. Al primer, segon i tercer pis hi ha un volum cúbic que sobresurt, els superior menys que els altres dos, i aquí s'obren finestres. Al segon i quart pis hi ha balcons que ressegueixen la cantonada, mentre que al tercer pis hi ha dos balcons i es deixa la cantonada lliure. El cinquè pis no té balcó però està coronat per una cornisa. L'últim pis queda com si fos una torre, igual que els cossos triangulars de les altres dues façanes.
El parament està pintat de blanc excepte els cossos triangulars, balcons, la tribuna i les cornises que estan pintades de vermell. Aquest joc de volums, emfatitzat amb l'ús del color, mostra la influència de l'expressionisme i del cubisme en la construcció de l'immoble.

## Història
Va ser projectat el 1928 per l'arquitecte Ramon Puig i Gairalt, amb una remunta del 1930. L'arquitecte hi experimentà la solució de la façana que el portaria cap el gratacels de Collblanc (1931), ja d'un marcat caràcter racionalista.